# (3497) Innanen
(3497) Innanen es un asteroide perteneciente al cinturón de asteroides descubierto el 19 de abril de 1941 por Liisi Oterma desde el observatorio de Iso-Heikkilä en Turku, Finlandia.
Está nombrado en honor de Kimmo Innanen (1937-2011), astrónomo canadiense de ascendencia finesa.